# Humanistische Studentenunion
Die Humanistische Studentenunion (HSU) war eine parteiunabhängige politische Studentenvereinigung in der deutschen Bundesrepublik der 1960er Jahre. Sie zählte in ihrer „Hochphase“ etwa 1000 Mitglieder bundesweit.

## Geschichte
Die erste lokale HSU-Gruppe wurde am 4. Juli 1962 in Marburg als Hochschulableger der Bürgerrechtsvereinigung Humanistische Union gegründet. Wie diese verstand sich die HSU als parteiübergreifende Sammlungsbewegung mit dem Ziel, eine Gegenöffentlichkeit zur herrschenden christlich-konservativen Grundstimmung der ausgehenden Adenauer-Ära herzustellen. Insbesondere setzte sich die HSU für die „Befreiung des Menschen aus den Fesseln obrigkeitsstaatlicher und klerikaler Bindungen“ ein. Die „geistige Bevormundung“ durch Staat und Kirche sollte dem Grundsatz der Selbstverantwortung und Selbstverwirklichung des Einzelnen weichen. Bis 1964 hatten sich an bundesdeutschen Hochschulen neun Ortsgruppen gebildet, die sich zu einem Bundesverband zusammenschlossen.
Im gleichen Jahr vereinbarte die HSU mit anderen linksgerichteten Studentenverbänden (u. a. Sozialistischer Deutscher Studentenbund, Sozialdemokratischer Hochschulbund, Liberaler Studentenbund Deutschlands) das so genannte Höchster Abkommen zur gegenseitigen Unterstützung bei Studentenparlaments- und AStA-Wahlen. Auf dieser Grundlage war die HSU als Repräsentantin der parteiunabhängigen, gemäßigten Linken bald an allen größeren Hochschulen der damaligen Bundesrepublik vertreten, oft ein gefragter Koalitionspartner und stellte auch einige AStA-Vorsitzende. Der Marburger AStA-Chef Christoph Ehmann wurde im Jahr 1968 Vorsitzender des Verbandes Deutscher Studentenschaften (VDS). Zu dieser Zeit war Klaus Kreppel, politischer Referent des Frankfurter AStA und Mitinitiator des Manifest der Hochschulen gegen die Notstandsgesetze, Bundesvorsitzender der HSU. Nach den Studentenunruhen von 1967/68 und der damit einhergehenden politischen Polarisierung verlor die HSU jedoch rasch an Bedeutung. Sie verstärkte ihren Selbstauflösungsprozess, indem sie sich mit einer libertären Sozialismus-Utopie von den HU-Postulaten der Ideologiefreiheit und der „Offenen Gesellschaft“ entfernte. Damit hatte – wie die Frankfurter Rundschau seinerzeit bedauerte – die nichtsozialistische Linke „keine Heimat mehr“.
Zu den einstigen Mitgliedern der HSU zählen unter anderem die damalige FDP- und spätere SPD-Politikerin Ingrid Matthäus-Maier sowie der Fernsehjournalist Ulrich Wickert.

## HSU-Bundesvorsitzende
1962–64 Joachim Kahl (Marburg, ev. Theologie)

1964–66 Hermann Josef Schmidt (Freiburg, Philosophie)

1966–67 Ulf Homann (Berlin)

1967–68 Klaus Kreppel (Frankfurt/M., kath. Theologie)

1968–70 Michael Grupp (Freiburg)